# Scachs d'amor
Scachs d'amor (in catalano Scacchi d'amore), il cui titolo completo è Hobra intitulada scachs d'amor feta per don franci de Castelvi e Narcis vinyoles e mossen fenollar, è un poema scritto da Francesc de Castellví, Bernat Fenollar e Narcís de Vinyoles, pubblicato a Valencia tra il 1474 e il 1477.
Il poema è concepito come una partita di scacchi tra Franci de Castellvi (presentato come Marte) con il Bianco e Narcis Vinyoles (presentata come Venere) con il Nero; i due dibattono sull'amore, e la partita è commentata da Bernat Fenollar: questi di volta in volta stabilisce le regole. I colori usati per i pezzi non sono il Bianco e il Nero ma il rosso e il verde, come nello Xiangqi.
Il poema usa gli scacchi come un'allegoria dell'amore. È composto da sessantaquattro stanze (come le caselle della scacchiera) di nove versi ciascuna. Le stanze sono raggruppate in terne: la prima rappresenta la mossa del Bianco, la seconda quella del Nero, la terza il commento dell'arbitro. Le prime tre stanze sono introduttive, mentre l'ultima è lo scacco matto.
La partita narrata è la più antica con le regole moderne degli scacchi; è inoltre la prima apparizione documentata della difesa scandinava.